# 사카키바라 마사쿠니
사카키바라 마사쿠니(일본어: 榊原政邦, 1675년 11월 8일 ~ 1726년 12월 7일)는 에도 시대 중기의 다이묘이다. 에치고 무라카미번 제2대 번주, 하리마 히메지번 초대 번주를 지냈다. 사카키바라가 제6대 당주.
친부는 하타모토 사카키바라 가쓰나오(다테바야시번주 사카키바라 야스카쓰의 서자 사카키바라 가쓰마사의 아들)이다. 무라카미 선대번주 사카키바라 마사미치가 10대의 나이로 요절하여 마사쿠니가 사카키바라 종가를 상속받았다.
| 전임 사카키바라 마사미치 | 제2대 무라카미번 번주 (사카키바라 가문) 1683년 ~ 1704년 | 후임 혼다 다다타카 |

| 전임 혼다 다다타카 | 제1대 히메지번 번주 (사카키바라 가문, 재봉) 1704년 ~ 1726년 | 후임 사카키바라 마사스케 |